# سعدالله شنتورک
سعدالله شنتورک (به ترکی استانبولی: Sadullah Şentürk) – (زاده ۱۰ مه ۱۹۷۲، بورسا) کارگردان ترکیه‌ای است.
او از گروه سینما و تلویزیون دانشگاه آنادولو فارغ‌التحصیل شد.
شنتورک که در تیم مدیران پروژه‌هایی مانند Bizim Ev , Küçük İbo و آشیانه‌گرگ‌ها: عراق شرکت کرد، او بین سال‌های ۲۰۰۶ و ۲۰۰۷ کارگردانی خود را با سریال پل با بازی اردال بشیکچی‌اوغلو آغاز کرد. سپس شنتورک به مدت ۶ فصل سریال آشیانه‌گرگ‌ها: کمین را کارگردانی کرد. پس از آن، او در صندلی کارگردان فیلمهایی مانند آشیانه‌گرگ‌ها: گلادیو و آشیانه‌گرگ‌ها: ترور نشست.
شنتورک دوباره در مجموعه تلویزیونی "Behzat Ç. Bir Ankara Polisiyesi" با اردال بشیکچی‌اوغلو کار کرد. او همچنین سریال "Elde Var Hayat" را به مدت دو فصل کارگردانی کرد. شنتورک، که مجموعه تلویزیون"ی فراتر از ابر"ها را در سال ۲۰۱۲ کارگردانی کرد، همچنین پروژه ای را با عنوان "روزی که سرنوشت من نوشت" کارگردانی کرد.

## فیلم‌شناسی - گروه کارگردانی
| سال  | فیلم               | یادداشت       |
| ---- | ------------------ | ------------- |
| ۲۰۰۵ | آشیانه گرگ‌ها: عراق | کارگردان کمکی |
| ۱۹۹۸ | Küçük İbo          | کمک کارگردان  |
| ۱۹۹۵ | Bizim Ev           | کمک کارگردان  |

## فیلم‌شناسی - کارگردانی
| سال  | نام فیلم                                  | موضوع            |
| ---- | ----------------------------------------- | ---------------- |
| 2004 | Görünmez Adam                             | مجموعه تلویزیونی |
| 2006 | Köprü (1.Sezon)                           | مجموعه تلویزیونی |
| 2007 | Köprü (2.Sezon)                           | مجموعه تلویزیونی |
| 2007 | Kurtlar Vadisi Terör                      | مجموعه تلویزیونی |
| 2007 | آشیانه گرگ ها: کمین (فصل ۱)               | مجموعه تلویزیونی |
| 2007 | آشیانه گرگ ها: کمین (فصل ۲)               | مجموعه تلویزیونی |
| 2008 | آشیانه گرگ ها: کمین (فصل ۳)               | مجموعه تلویزیونی |
| 2009 | آشیانه گرگ ها: کمین (فصل ۴)               | مجموعه تلویزیونی |
| 2009 | Kurtlar Vadisi Gladio                     | فیلم سینمایی     |
| 2010 | Elde Var Hayat (1.Sezon)                  | مجموعه تلویزیونی |
| 2011 | Elde Var Hayat (2.Sezon)                  | مجموعه تلویزیونی |
| 2012 | Behzat Ç. Bir Ankara Polisiyesi (3.Sezon) | مجموعه تلویزیونی |
| 2012 | Bulutların Ötesi                          | مجموعه تلویزیونی |
| ۲۰۱۴ | دست سرنوشت (1.Sezon)                      | مجموعه تلویزیونی |
| ۲۰۱۵ | دست سرنوشت (2.Sezon)                      | مجموعه تلویزیونی |
| ۲۰۱۶ | O Hayat Benim                             | مجموعه تلویزیونی |